# Mauricio José Troche

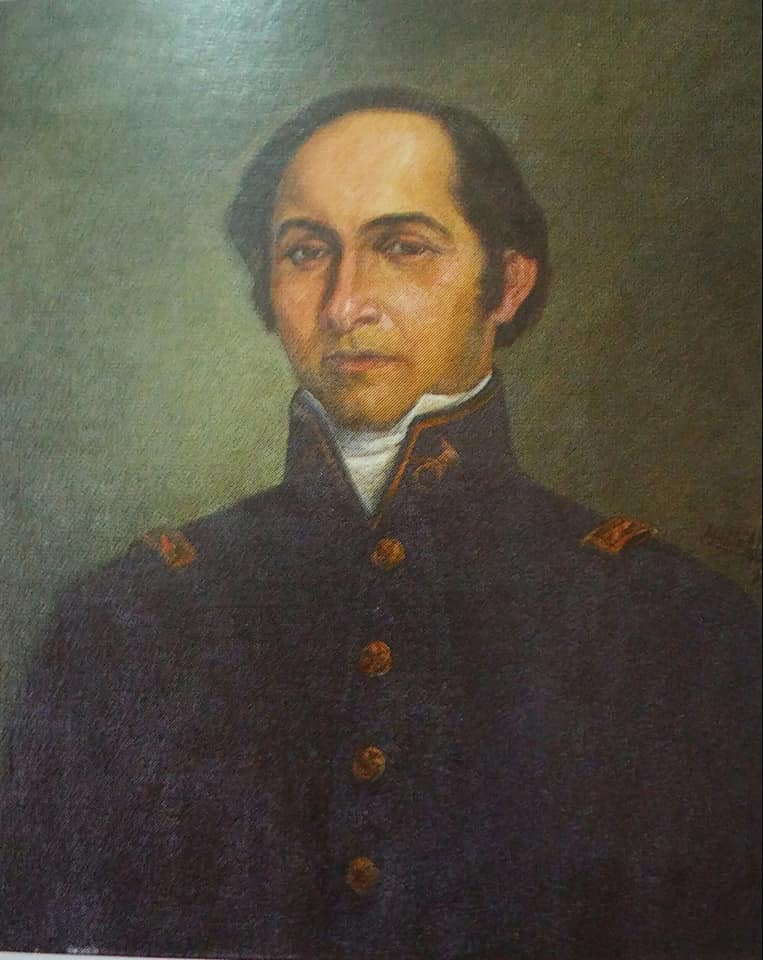
Mauricio José Troche

Mauricio José Troche Benítez (Curuguaty, 1790 - Asunción, 24 de marzo de 1840) fue un oficial miliciano paraguayo. Participó en el movimiento político del 14 y 15 de mayo de 1811 que culminó con la incorporación de dos consocios al gobernador Bernardo de Velasco.

## Biografía
Nació en San Isidro de Curuguaty. Hijo de Josefa Benítez y José de Troche. Los Troche gozaban de prestigio en Curuguaty. Se casó con Francisca Benitez que también era descendiente de fundadores de Curuguaty.
En 1810, Troche respondió de inmediato a la convocatoria del gobernador Bernardo de Velasco para enfrentar a la expedición militar que al mando de Manuel Belgrano había enviado el gobierno de Buenos Aires para someter a la Provincia del Paraguay. Participó en las batallas de Paraguarí y Tacuarí. Derrotadas las fuerzas invasoras permaneció en servicio en Asunción.
En la primera quincena de mayo de 1811 estaba al mando de una pequeña unidad de curuguateños que custodiaba el estratégico Cuartel de la Plaza. El capitán Pedro Juan Caballero, sin esperar el regreso de Fulgencio Yegros, adelantó la sublevación que venía gestándose bajo la dirección militar de este último. Fue el oficial que entregó dicho cuartel donde estaban depositados el armamento y las municiones, facilitando de esta manera el accionar de Pedro Juan Caballero y Vicente Ignacio Iturbe e impidiendo todo derramamiento de sangre.
Estuvo presente en el congreso que se reunió entre el 17 y 20 de junio de 1811 en Asunción. En el acta figura su voto y firma apoyando la propuesta "en todas sus partes" de Mariano Antonio Molas. Con posterioridad Troche fue relegado a un segundo plano.

## Desempeño en Curuguaty
A mediados de 1812 se hallaba de nuevo en San Isidro de Curuguaty con el cargo de comandante de Milicias interino por ausencia del titular Manuel Antonio de Villalba. Era el hombre de mayor prestigio en la villa.
Siendo Troche alcalde de primer voto de Curuguaty, el Cabildo emitió un bando que establecía que todas las cartas que llegaban a la villa debían ser abiertas por miembros del Cabildo. Esta práctica venía de la época de Velasco quien fue autorizado para  controlar la correspondencia entre Asunción y Buenos Aires que, según denunciaron los miembros del Cabildo de Asunción, enviaban y recibían los “porteñistas” de la provincia. Una enojosa controversia surgió cuando, en julio de 1812, el Cabildo de Curuguaty abrió la correspondencia de José Vicente Orué, cura y vicario de la villa. Orué protestó argumentando que se vulneraban las normas de la Recopilación de Indias y la Constitución de Venezuela que impedían estas prácticas incluso sobre la correspondencia y/o papeles privados de las personas arrestadas.
En 1813, el gobierno lo comisionó para dirigir la elección del diputado que Curuguaty debía enviar al congreso que finalmente se reunió el 30 de septiembre de 1813.
Tuvo roces con el comandante Villalba a quien acusó de connivencia con los partidarios de la confederación con Buenos Aires. Villalba a su vez lo acusó, ante el dictador Francia, por su "avasallador influjo" sobre el Cabildo de dicha ciudad tildándolo de "oráculo de los vecinos". 
En un oficio del 2 de diciembre de 1814, el cabildo de Curuguaty se dirigió al gobierno quejándose por los sufrimientos padecidos en el pasado por culpa de las malas autoridades "venidas de otras regiones" esperando que el ascenso del doctor Francia al gobierno fuera como una "medicina" para solucionar "el yugo que padecemos". En dicho oficio solicitaron la reposición del impuesto del 5% sobre la yerba mate para beneficio de la Villa. La respuesta fue inmediata. En un oficio fechado el 16 de diciembre de 1814 el doctor Francia expuso que estaba en conocimiento de que en Curuguaty ya se cobraba un impuesto sobre la extracción de yerba mate a los "forasteros", entre ellos a Pedro Juan Caballero. Advertió al Cabildo sobre las personas que, aprovechándose de la buena fe y pureza de los miembros de esa institución, los comprometían para "desahogar sus pasiones y resentimientos particulares" o quizás pretender cargos públicos. Implícitamente el doctor Francia se refería a Troche que en ese momento actuaba como consejero del Cabildo. El gobierno ordenó su venida a Asunción para que reconociera sus escritos quien lo hizo de inmediato. El 21 de febrero de 1815, el Cabildo de Curuguaty reclamó su restitución "por ser el único hombre capaz de asesorar al Ayuntamiento". Francia respondió al pedido con una resolución que comunicaba a Troche que no debía ausentarse de Asunción hasta nueva providencia.
El historiador Juan E. O'Leary encontró en el Archivo Nacional documentos que confirmarían su presencia en Asunción hasta el año 1838.

## Prisión y muerte
En 1980, la investigadora Maria G. Monte de López Moreira encontró en el Libro de Inhumaciones de la Catedral de Asunción, folio 110, años 1832 a 1854, el asiento de la muerte de Troche: 

En veinticuatro de marzo de 1840 enterró hoy, con mi licencia, el presbítero Bravo en el tercer lance con cuatro posas [paradas] y vigilia, el cadaver de Mauricio Troche, casado con Francisca Benitez, murió hoy pasado por las armas en el [Cuartel del] Hospital que certifico. [Firma] Jose Casimiro Ramirez.

Se desconoce cuanto tiempo estuvo encarcelado y los motivos de su ejecución seis meses antes del fallecimiento del doctor Francia.

## Homenaje
Un pueblo ubicado al norte del departamento de Guairá, muy próximo al río Tebicuary, lleva el nombre del Capitán Mauricio José Troche a partir del año 1957.